# Гао Вэй
Гао Вэй (高緯) (557—577), официально Император Бэй Ци Хоу Чжу ((北)齊後主), тронное имя Женьган (仁綱), иногда упоминается под чжоуским титулом Князь Вэнь (溫公), был императором Китайской династии Северная Ци. В его правление, администрация Ци была в глубоком упадке, расточительстве и воровстве, на войне Ци потерпела поражение, особенно после того как Гао Вэй казнил полковадца Хулю Гуана в 572. Враждебный У-ди ударил в 576 и Ци пала под ударом его армии. Гао Вэй передал трон своемы сыну Гао Хэн и пытался бежать в Чэнь. Но годом позже Император Чжоу казнил его и почти весь род Гао.

## Эры правления
- Тяньтон (天統 tiān tǒng) 565—569
- Упин (武平 wǔ píng) 570—576
- Лунхуа (隆化 lóng huà) 576

## Личная информация
- Отец
  - У Чэн-ди (Северная Ци)
- Мать
  - Императрица Ху
- Жёны
  - Императрица Хулю (с 565, сослана 572), дочь Хулю Гуана, мать принцесс
  - Императрица Ху (с титулом «Левая императрица» 572, сослана 573)
  - Императрица Му Шэли (с титулом «Правая Императрица» с 572, единственная императрица с 573), мать Хэна
- Главная Наложница
  - Наложница Фэн Сяолянь
- Дети
  - Гао Хэн (高恆), наследник (с 570), позже император
  - Гао Кэ (高恪), донпинский ван, ван ланюэ (умер 572?)
  - Гао Шаньдэ (高善德)
  - Гао Майдэ (高買德)
  - Гао Чжицянь (高質錢)
  - Несколько Принцесс